# Setosphaeria pedicellata
Setosphaeria pedicellata är en svampart som först beskrevs av R.R. Nelson, och fick sitt nu gällande namn av K.J. Leonard & Suggs 1974. Setosphaeria pedicellata ingår i släktet Setosphaeria och familjen Pleosporaceae.   Inga underarter finns listade i Catalogue of Life.